# Martín de Bertendona
Martín de Bertendona y Díaz de Goronda (Bilbao, 1530 – Sanlúcar de Barrameda, settembre 1604) è stato un ammiraglio spagnolo, particolarmente distintosi nel corso della sua carriera militare, in particolare nei due tentativi di Invasione dell'Inghilterra voluti da re Filippo II di Spagna. In particolare nel 1588 fu al comando della Escuadra del Levante della Invincibile Armata, alzando la sua insegna sulla caracca La Ragazzona. Nel 1626 fu insignito, postumo, del titolo di Cavaliere dell'Ordine militare di Santiago.

## Biografia
Nacque a Bilbao nel 1530, all'interno di una importante famiglia di marinai della città, figlio di Martín Jiménez de Bertendona y Gondra e María Díaz Goronda La sua famiglia era proprietaria di un cantiere navale e di una flotta mercantile, ma ricopriva anche un prestigioso ruolo nella marina militare spagnola. Una delle loro navi servì come nave ammiraglia della flotta reale nel 1522 e nel 1554. Nel 1554 una delle navi della famiglia al comando di Martín Jiménez de Bertendona, la Espiritu Santo,  trasportò l'allora principe Filippo, futuro re Filippo II, da La Coruña a Southampton, Inghilterra, dove avrebbe sposato la regina Maria I d'Inghilterra. Il principe Filippo scelse personalmente la nave di Bertendona tra le tante che lo avrebbero accompagnato.
Fin da giovane venne allevato per la guerra sul mare, partecipando alla sua prima campagna militare nel 1546. Nel corso della guerra contro la Francia partecipò a numerosi scontri navali, guadagnandosi ben presto la fiducia dei suoi comandanti.  Nel 1555, all'età di 25 anni, si imbarcò come secondo capitano sulla carraca La Rochela, comandata da Javier Marcaida. In questo primo viaggio i due dovettero portare armi e rifornimenti nei Paesi Bassi, ma egli dovette assumere i comandi della nave quando il primo capitano tornò a causa di una malattia.
Nel 1556 venne nominato capitano della Santoña e inviato nel Mediterraneo per combattere gli ottomani che non smettevano di vessare le navi cristiane e di attaccare i diversi porti del Mediterraneo lungo l'intera costa della penisola iberica.
Nonostante fosse tornato a Bilbao diversi anni dopo, la sua esperienza venne richiesta da Don Giovanni d'Austria per l'organizzazione dell'Armata della Lega Santa e avrebbe posto fine definitivamente all'espansione turca nel Mediterraneo, unendosi nel 1571 con la sua Santoña alla flotta che avrebbe affrontato ottomani e gli algerini nella battaglia di Lepanto il 7 ottobre dello stesso anno.
In seguito prestò servizio nella marina spagnola durante i conflitti nelle Fiandre, distinguendosi in combattimento verso la fine del governatorato del Duca d'Alba su quel territorio, soprattutto dopo la sconfitta navale di Enckhuyssen nel 1573.
Promosso capitano, venne assegnato al comando delle unità navali del nuovo governatore Luis de Zúñiga y Requesens, che, a differenza del suo predecessore, cercò di portare avanti una politica di pacificazione.
Nonostante gli sforzi di Requesens, egli dovette partecipare alle operazioni di soccorso di Middelburg nel gennaio 1574, condotte da una armata navale al comando dell'Adelantado Pedro Menendez de Aviles, mobilitata nei porti di Santander, Castro, Laredo e San Andrés de la Baquera, poiché la maggior parte delle province fiamminghe era nuovamente in rivolta. A Middelburg resistevano i Tercios del colonnello Cristóbal de Mondragón, e in quell'occasione la flotta spagnola non poté rompere il blocco delle navi protestanti e a causa di questa sconfitta de Mondragón dovette cedere la piazzaforte alle truppe protestanti di Guglielmo d'Orange.
Nel periodo compreso tra la Unione di Utrecht nel 1579 e la capitolazione di Anversa nel 1585, la sua carriera militare procedette rapidamente, raggiungendo il grado di General de la Armada e godendo dei favori di Giovanni d'Austria.
Tornato in Spagna, Filippo II gli affidò la difesa marittima del neo annesso Regno del Portogallo, soprattutto per la difesa delle azioni piratesche dei sostenitori di Antonio, priore di Crato (1583), compito che assolse perfettamente.
Nel 1583 era al comando della Escuadra del Señorío de Vizcaya che proteggeva la costa atlantica mentre il comandante in capo Álvaro de Bazan conquistava le isole Azzorre. Nel 1587, appoggiato dal Marchese di Santa Cruz e dal Re Filippo II di Spagna, svolse un ruolo di primo piano nella pianificazione, nell'organizzazione e condotta della Invincibile Armata spagnola. Durante il corso della tentata invasione dell'Inghilterra comandò la Escuadra del Levante, una forza navale composta di grandi navi mercantili  provenienti dal Mediterraneo, che trasportavano truppe (1500 soldati provenienti da Vizcaya)  ed equipaggiamenti per la previsto sbarco sulle coste. La sua nomina fu contrastata dal Duca di Medina Sidonia, che avrebbe voluto al comando della Escuadra del Levante don Francisco de Leyva, ma il re si oppose fermamente, imponendo de Bertendona del quale aveva la massima fiducia. 
Nave ammiraglia delle Escuadra del Levante era la caracca veneziana La Ragazzona, la più grande nave della campagna, ma che era armata leggermente, più adatta ad una azione di abbordaggio a distanza ravvicinata che al combattimento navale.
Nonostante avesse predetto correttamente le sfide chiave che si sarebbero dovute affrontare nel corso della campagna, la mancanza di un ancoraggio sicuro in acque profonde e la capacità dei galeoni inglesi di rifiutare il combattimento ravvicinato, credeva che gli spagnoli avrebbero comunque vinto se avessero portato a fondo l'attacco a Gravelines. Il 2 agosto 1588 si distinse particolarmente nel combattimento di Gravelines, quando cercò, con la sua nave, di abbordare l'ammiraglia di Lord Howard, il galeone Ark Royal, che tuttavia sventò facilmente il tentativo.
Dopo la sconfitta e la ritirata generale riuscì ad arrivare in Spagna circumnavigando con la propria nave l'Inghilterra, la Scozia e l'Irlanda, ma arrivato in Spagna la caracca La Ragazzona andò persa per naufragio nelle acque del porto. 
Nel 1589 partecipò alla vittoriosa difesa di La Coruña contro il contrattacco portato contro le coste della Spagna, del Portogallo e delle Azzorre, da una grande flotta inglese al comando di Sir Francis Drake.
Nel febbraio 1590 la Corona spagnola approvò i suoi metodi per reclutare marinai dal porto basco francese di Saint-Jean-de-Luz.  Scarseggiavano anche i maestri d'ascia e i calafatatori, e la Corona lo esortò a inviare alcuni di questi ultimi da Vizcaya all'Armata di El Ferrol, poiché in quel luogo non ve ne erano, e non ne arrivavano dal Portogallo.   In un altro dispaccio scritto alla fine di aprile 1590 la Corona gli ordinava di mettere al sicuro tutti i piloti che poteva trovare e di inviarli immediatamente a El Ferrol, a causa della mancanza di questo tipo di uomini nell'armata". 
Tra il 1590 e la morte di re Filippo II nel 1598, egli partecipò alla spedizione nelle Azzorre del 1591, dove la flotta britannica venne sconfitta dagli spagnoli nel corso della battaglia di Flores. Durante questo combattimento egli riuscì a catturare la nave ammiraglia di Sir Richard Grenville, che rimase ucciso nell'azione, il galeone Revenge. Dopo questa campagna assunse il comando delle squadre leggere operanti nell'Oceano Atlantico a sostegno della Lega cattolica, e alzando la sua insegna sulla San Bernabé si adoperò al fine di mantenere aperto il passaggio dal Mar Cantabrico a Calais. Per alcuni anni comandò la Escadra dell'Oceano, con la quale organizzò e diresse spedizioni di truppe, rifornimenti e denaro dalla Spagna a Blavet, in Bretagna, dal 1592 al 1594.
Tra il 1596 e il 1597 venne coinvolto, come comandante subordinato anziano, nei nuovi preparativi per l'invasione dell'Inghilterra, condotti da Martín de Padilla y Manrique, conte di Santa Gadea y Buendía, ma questi furono ostacolati da ritardi e da forti tempeste. Nel febbraio 1598, con una forza di 4.000 uomini, venne in aiuto della guarnigione spagnola assediata a Calais, evitando le navi inglesi, olandesi e francesi, e le avverse condizioni meteorologiche del Golfo di Biscaglia. Questa spedizione causò un certo allarme in Inghilterra. Poche settimane dopo il suo arrivo a Calais propose all'Arciduca Alberto d'Austria di effettuare una spedizione contro le coste inglesi, per cercare di ostacolare il traffico marittimo nemico, ma l'arciduca il 5 maggio negò ogni autorizzazione. Dopo la firma della pace di Vervins con la Francia, che comportava per la Spagna l'abbandono delle basi avanzate di Blavet e Calais, in cambio del divieto di approdo delle navi anglo-olandesi nei porti francesi, egli lasciò Calais e ritornò in Spagna.
Tra il 1598 e il 1599 dodici galeoni furono da lui e dai suoi soci costruiti solo in Biscaglia e in Gipuzkoa, sotto contratto con la Corona. Egli rimase piuttosto sorpreso quando, alla fine del 1599, ricevette l'ordine di lasciare che le autorità portoghesi scegliessero sei dei migliori per il loro trasferimento a quella Corona da utilizzare nella Carreira da India. Questo ordine fu ripetuto nel gennaio 1600, ma la consegna a Lisbona non fu effettivamente completata fino all'inizio del mese di marzo.
Nel 1601 il governo di Madrid decise di inviarlo al comando di una squadra navale nelle Fiandre, per trasportare truppe di rinforzo destinate all'Arciduca Alberto d'Austria, ma tale spedizione fu cancellata quando si scoprì che gli olandesi la stavano aspettando con una grande flotta. Prima che questa spedizione venisse cancellata, don Juan de Idiáquez y Olazábal, ministro e segretario di stato che era molto influente alla corte di Madrid, scrisse al segretario basco dell'arciduca Alberto, raccomandandolo alle grazie di Sua Altezza Reale.
Nel 1602 doveva condurre una spedizione di soccorso alle guarnigioni spagnola nel sud dell'Irlanda, a Kinsale e Baltimore, ma la capitolazione di Don Juan del Águila firmata nella mani del Viceré d'Irlanda il 2 gennaio 1602, pose termine ai preparativi.
Tra il 1602 e il 1603, di concerto con re Filippo III di Spagna, tramite l'ammiraglio Luis Fajardo de Requeséns y Zúñiga, firmò un contratto (asiento) per la costruzione di dodici galeoni nei cantieri navali baschi che dovevano costituire la spina dorsale della Escuadra de Vizcaya, e quindi, della Escuadra del Cantábrico, al fine di contrastare le incursioni dei corsari anglo-olandesi.  Nove galeoni vennero costruiti a Portugalete sotto il suo diretto controllo, con il re che lo esortava incessantemente a procedere nei lavori di realizzazione, senza perdere un giorno o un'ora.
Nel marzo 1604 gli olandesi riapparvero in forze al largo delle coste portoghesi, e il re Filippo III gli scrisse una lettera rilevando che la necessità di addestrare marinai in Vizcaya era maggiore più che mai. Già malato, e con 58 anni di servizio alle spalle, compì un ultimo sforzo e portò i nuovi galeoni di Vizcaya intorno a Lisbona nell'estate del 1604. In una lettera firmata con mano tremante, che scrisse al re il 4 settembre 1604, annunciò che il suo precario stato di salute lo aveva costretto a sbarcare e che gli aveva consegnato il comando della squadra a suo genero, Gaspar Olarte de Orozco. Morì pochi giorni dopo a Sanlúcar de Barrameda. Nel 1626 fu insignito postumo del titolo di Cavaliere dell'Ordine di Santiago.

### Annotazioni
1. ↑  Si trattava delle navi La Ragazzona (Capitana), La Lavia (Almiranta), La Rata Coronada, La Trinidad Valencera, La Annunciata, San Nicola Prodaneli, La Juliana, Santa María de Visón,  e La Trinidad de Scala.
2. ↑  Dopo la sua morte, per ordine di Filippo III, venne sostituito da Gaspar Olarte de Orozco.

### Fonti
1. 1 2 3 4 5 6 7 8 9 10 11  Biografias.
2. 1 2 3 4 5  Boxer 1969, p. 5.
3. 1 2 3 4 5 6  Aunamendi.
4. 1 2 3 4 5  El Gran Capitan.
5. 1 2 3 4 5 6 7 8  Foro Maritimo Vasco.
6. 1 2 3  Boxer 1969, p. 6.
7. ↑  Fernandez Duro 18884, pp. 484-485.
8. ↑  Boxer 1969, p. 7.
9. 1 2 3  Boxer 1969, p. 8.
10. 1 2 3  Boxer 1969, p. 11.
11. ↑  Boxer 1969, p. 10.
12. 1 2  Boxer 1969, p. 11.
13. 1 2 3  Boxer 1969, p. 13.
14. ↑  Boxer 1969, p. 14.
15. 1 2 3 4 5  Boxer 1969, p. 16.
16. ↑  López 1969, p. 46.
17. ↑  Boxer 1969, p. 17.
18. 1 2 3 4  Boxer 1969, p. 18.